# Quid pro quo
Quid pro quo (del llatí, literalment 'quid en lloc de quo'), quiproquo en llatí medieval, és una locució llatina que significa 'substituir una cosa per una altra'. Actualment, i per influència de l'anglès, molt sovint l'expressió quid pro quo es fa servir en el sentit de et dono si em dones, quan no té pas aquest significat. En aquest cas, caldria fer servir l'expressió do ut des, explicada més avall.
És una expressió que originàriament es referia a la confusió produïda en usar el pronom interrogatiu / indefinit singular de gènere neutre quid (en cas nominatiu) en lloc d'usar quo (en cas ablatiu). El sentit originari de la locució és, doncs, l'acte de cometre un error gramatical. Amb posterioritat se'n va estendre l'ús per a indicar un error conceptual, o la confusió entre persones de gran semblança.
En el teatre, i des de l'època romana, es converteix en un recurs dramàtic per crear situacions d'humor i conflicte que es produeixen per la confusió entre un personatge i un altre, o entre un objecte i un altre. És la base, per exemple, de l'argument de Menaechmus, de Plaute, en què dos germans separats des de la infantesa coincideixen a Epidamno (en l'antiga Grècia; actualment Durrës, Albània) sense que ells sàpiguen de la seva mútua existència, creant-se tota classe de malentesos. Aquesta obra és una possible adaptació d'Els iguals, de Posídip, i al seu torn va donar lloc a una altra adaptació al segle xvi, La comèdia dels errors, de William Shakespeare.

## Do ut des
L'expressió llatina do ut des significa et dono si em dones. En la cultura anglosaxona, per un error d'interpretació des del segle xix, es fa servir l'expressió quid pro quo en comptes de do ut des, en el sentit de «un favor per un altre» o també «what for what», «give and take» i «Tit for Tat», de significats similars. Ha acabat influint en altres llengües, com ara el català, amb el resultat que do ut des és cada cop menys usat en favor de quid pro quo. Es refereix a la reciprocitat en un tracte explícit o implícit, en un intercanvi de favors o en qualsevol tipus de relació social o interpersonal.